# Phideaux
Phideaux ist eine Progressive-Rock-Band aus den USA, die von Phideaux Xavier zusammen mit Freunden sowie Rich Hutchins ins Leben gerufen wurde.

## Historie
Phideaux Xavier spielte bereits bei einigen lokalen Rock-Bands in New York City, wie Sally Dick & Jane (Mirkwood), The Sun Machine und Satyricon. Im Jahr 2002 begann er, Material für die erste offizielle CD der Band zu komponieren.

### 2003
2003 veröffentlichten Phideaux ihre erste CD, Fiendish, die 2004 nach Deutschland kam.
Genau genommen handelte es sich nicht um das Erstlingswerk, sondern bereits um die zweite Veröffentlichung. Bereits im Jahr 1993 veröffentlichte die Band ihr Werk Friction, das aber von keinem Major Label vertrieben wurde und heute als Rarität gilt.

### 2004
2004 folgte das zweite, bereits Progressive-Rock-lastigere Album Ghost Story.

### 2005
2005 veröffentlichte die Band das Album Chupacabras, das den gleichnamigen, epischen Symphonic-Progressive-Rock-Song enthielt. Außerdem wurde der Song Titan der vorherigen Band von Phideaux Xavier und Drummer Rich Hutchins, Satyricon, neu aufgenommen.
Im selben Jahr erschien auch das Album 313, das an den Sound der späten 1960er Jahre erinnert und von den Kritikern hoch gelobt wurde.

### 2006
Im Jahr 2006 veröffentlichte die sehr produktive Band das Konzeptalbum The Great Leap, welches wiederum bei Kritikern hohe Beachtung fand. Das besonders vor dem Hintergrund, dass innerhalb kürzester Zeit drei Alben veröffentlicht wurden. Dieses Album ist das erste einer Trilogie, die sich mit autoritären Regierungen beschäftigt.

### 2007
2007 wurde wieder ein eher orchestrales, symphonisches Progressive-Rock-Konzeptalbum auf den Markt gebracht, Doomsday Afternoon. Das war der zweite Teil der mit The Great Leap begonnenen Trilogie.

### 2009
2009 veröffentlichten Phideaux das Album Number Seven, das nicht Teil der mit The Great Leap begonnenen Trilogie war. Es beschäftigte sich mit dem Leben eines Bilch.

### 2018
Im Jahre  2018 veröffentlichten Phideaux das Doppelalbum Infernal, den dritten Teil ihrer Trilogie zum Thema „eco terror tale“ (Öko-Terror-Geschichte).

## Stil
Phideaux entwickelten sich schnell von Art Rock mit Folk-Einflüssen auf ihrer ersten CD Richtung Progressive Rock mit Einflüssen von Psychedelic weiter. Dabei wurden durchaus auch andere Genres wie orchestrale Arrangements, Rock, Pop sowie Mainstream verwendet. Besonders die Vermengung unterschiedlichster Stilrichtungen machte es auch Kritikern schwer, die Band einer eindeutigen Stilrichtung zuzuordnen.

## Diskografie
- 2003: Fiendish[2]
- 2004: Ghost Story[3]
- 2005: Chupacabras[4]
- 2005: 313[5]
- 2006: The Great Leap[6][7]
- 2007: Doomsday Afternoon[8]
- 2009: Number Seven[9][10]
- 2011: Snowtorch[11]
- 2018: Infernal[12]